# Козловский, Юрий Семёнович
Князь Юрий Семёнович Козловский — опричник и голова во времена правления Ивана IV Васильевича Грозного.
Из княжеского рода Козловские. Средний сын князя Семёна Фёдоровича Козловского, упомянутого в 1548 году головою в Нижнем Новгороде и голова у пушек в Казанском походе 1549 года. Имел братьев князей: Ивана Большого и опричника и окольничего Ивана Меньшого Семёновичей.

## Биография
В 1555 году дворовый сын боярский по Костроме. В мае 1565 года послан на берег Оки первым головою Передового полка при боярине Шереметьеве, в связи с литовскими и крымскими угрозами. В 1570 году вошёл в опричнину и упоминается  "другой голова" в государевом стане. В сентябре 1571 года второй голова второй статьи в государевом походе против Девлет-Гирея из Александровской слободы в Зарайск, Каширу, Коломну и Серпухов. По окончании похода вернулся с Государём обратно в Александровскую слободу. В 1573 году включён в Особый двор Ивана Грозного, голова в Государевом полку в походе в Новгород, а оттуда на Лифляндию, участвовал во взятии Пайды. Его оклад в 1573 году составлял 130 рублей. В 1579 году голова в Ливонском походе.
Убит на бою в Соколе в 1579 году.

## Семья
От брака с неизвестной имел двух сыновей:
- Князь Козловский Иван Юрьевич — убит в бою под Калугою.
- Князь Козловский Михаил Юрьевич (ум. 1609) — в 1591 году послан от царя Фёдора Ивановича с грамотами к боярам.